# Cuvio
Cuvio (Cüvi in dialetto varesotto) è un comune italiano di 1 716 abitanti della provincia di Varese in Lombardia. Cuvio ha dato il nome alla Valcuvia, sul cui versante meridionale si trova il comune. Esso è inoltre parte della comunità montana della valle e dell'Unione dei comuni del Medio Verbano.

## Storia
Cuvio, capo di pieve, compare citata negli Statuti delle strade e delle acque del contado di Milano, compartecipe delle spese per la manutenzione della strada di Bollate (1346).
Con l'intera Valcuvia fu infeudata nel 1450 ai Cotta che la tennero finché non passò nel 1727 al conte Giulio Visconti Borromeo Arese. Attraverso i discendenti di quest'ultimo, il feudo di Cuvio venne successivamente integrato nei possedimenti che i Litta Arese amministravano anche in altre zone del varesotto come Casale Litta e Arcisate, oltre che nella stessa città di Varese.
Denominato comune di Cuvio con Comaccio dal 1797, in età napoleonica, con decreto 4 novembre 1809 b, a Cuvio furono aggregati i soppressi comuni di Cabiaglio, Bedero, Brinzio, Cavona, Ferrera, Masciago e Rancio, e fu inserito nel cantone I di Varese del distretto II di Varese. 
Successivamente, a seguito di rettificazione e concentrazione dei comuni del dipartimento del Lario, per "convenienze topografiche”, Bedero, Brinzio, Cavona e Ferrera furono sottratte a Cuvio a riunite con Rancio a formare l'omonimo comune nel cantone di Luvino. Con decreto 30 luglio 1812 fu creato un nuovo comune denominato Cuvio con i comuni aggregati di Cuvio, Cabiaglio, Vergobbio, Arcumeggia, Cuveglio, Duno, Azzio e Orino, nel cantone II di Gavirate del distretto II di Varese. La situazione tornò alla situazione precedente con il ripristinato ordinamento del Regno Lombardo-Veneto.
Cuvio fu ancora interessato alle aggregazioni comunali durante l'epoca fascista, quando con R.D. 12 gennaio 1928, n. 63, dal 16 febbraio, furono soppressi e aggregati ad esso gli ex comuni di Cavona, Cuveglio in Valle (già Cuveglio fino al 27 settembre 1863), Duno e Vergobbio. Nel 1954 Duno riottenne la propria autonomia amministrativa mentre due anni dopo le frazioni di Cavona, Cuveglio in Valle e Vergobbio furono staccate da Cuvio ed erette in comune con la denominazione di Cuveglio (D.P.R. 5 ottobre 1956, n. 1256). Nel 1961 da Cuvio fu staccata la frazione di Canonica, aggregata a quello di Cuveglio (D.P.R. 9 maggio 1961, n. 468) e da ultimo nel 1970 a Cuvio furono aggregate alcune zone di territorio disabitato, in precedenza di Cuveglio.

### Simboli
Nello stemma comunale, concesso assieme al gonfalone con decreto del presidente della Repubblica del 18 marzo 1985, la tunica bianca (o cotta) ed il biscione ricordano rispettivamente la famiglia Cotta e la famiglia Visconti, feudatarie del luogo nei secoli passati. Una pianta di gelso simboleggia la principale coltura del paese. Il gonfalone è un drappo di rosso.

## Monumenti e luoghi d'interesse

### Chiese
- Parrocchiale dedicata ai Santi Pietro e Paolo
- Chiesetta di San Rocco (XVII secolo)

### Architetture civili

#### Palazzo Litta Visconti di Arese
Di origine medioevale, nel XVII secolo fu ricostruito e riconvertito in dimora signorile. Appartenne a Pietro Cotta, feudatario e consigliere del duca Francesco I Sforza dal 1450. Nel 1728 passò alla potente famiglia milanese dei Litta Visconti di Arese, il cui stemma campeggia tuttora sopra il portone d'ingresso. L'edificio sorge verosimilmente su un'antica fortificazione di cui conserva la struttura a quadrilatero con cortile interno. L'ala settentrionale a tre piani costituiva l'ala signorile, rifatta nel secolo XVII, con portico a tre arcate, scalone e sala monumentale. A tre piani è anche l'ala orientale, dalla cui porzione sud svetta una torretta.

## Società

### Evoluzione demografica
- 462 nel 1751
- 402 nel 1805
- 929 nel 1853

Abitanti censiti

## Infrastrutture e trasporti
Posta lungo la strada statale 394 del Verbano Orientale, fra il 1914 e il 1949 Cuvio era servita da alcune fermate e una stazione della tranvia della Valcuvia, che transitava lungo tale arteria stradale.